# Hinge (app)
Hinge és una aplicació de cites que afirma ser l'única xarxa que emfatitza les relacions a llarg termini dels seus usuaris. L'aplicació està pensada per a un públic mitjanament més jove que el d'altres llocs de cites com Match.com o eHarmony; tenint un públic més semblant al de Tinder. L'empresa va ser adquirida per Match Group el febrer del 2019.

## Història
L'any 2011, el director executiu Justin McLeod (junt amb el seu equip, on es trobava Frances Haugen) fundà un servei en línia anomenat Secret Agent Cupid. Aquest permetia als usuaris connectar-se a Facebook i crear una llista d’aquelles persones que seguien i trobaven atractives. Al llarg del 2012 evolucionà al format d’aplicació per a telèfons mòbils sota el nom de Hinge que finalment fou llençada al mercat el 2013. L’aplicació va ser dissenyada amb l'objectiu de ser una versió menys superficial que Tinder, eliminant certes funcions com el swiping i fent gala del lema «una aplicació de relacions vertaderes». Abans que Hinge tingués suficients usuaris com per a subsistir com a empresa, aquesta va estar a punt d'enfonsar-se per la falta de finançament. Mentre l’aplicació seguia en procés de creació, McLeod gastà els seus darrers estalvis en una festa d'inauguració a Washington DC aconseguint el finançament que l'empresa necessitava i salvant-la de la insolvència.
El 2017, Hinge va rebre més mencions que cap altra aplicació de cites al diari The New York Times. El setembre d'aquell mateix any es llençà la versió Hinge Matchmaker com una reinvenció de les cites en línia per aquells que «van perdre l'experiència quan era moda». L’empresa Match Group començà a invertir en Hinge a finals del 2017 i el juny del 2018 comptava amb el 51% de les accions, amb el dret d'adquirir la meitat restant de l'empresa al cap d'un any i finalment, obtenint el 100% de la direcció el primer trimestre del 2019. La compra de Hinge per part de Match Group comportà certes crítiques per part de la competència que ho considerà com un gest de monopolitzar la indústria tecnològica.
La popularitat de l'aplicació arribà el 2019 quan Pete Buttigieig, candidat ala presidència dels Estats Units d'Amèrica, revelà que havia conegut el seu marit a Hinge. A més, el mateix 2019 l'empresa inicià el projecte Hinge Labs per a la recerca de bons enllaços i la millora de l'algoritme. Hinge va aparèixer al web digital CNET com una de les millors aplicacions de cites del 2021. Finalment, el mateix any, l'aplicació afegir una opció de gravar missatges de veu.

## Funcionament
Presentat amb un format vertical, els perfils a Hinge es basen en sis fotografies de l'usuari i tres seleccions de temàtiques o característiques personals, a fi que l'usuari es centri en els trets del caràcter i no només en el físic. En lloc de lliscar dreta o esquerra (com a Tinder i altres apps) l'usuari ha de donar like a les fotografies o característiques que més li agradin del perfil de l'altra persona. Hinge permet que els usuaris filtrin la seva cerca a partir de les seves preferències: alçada, religió… Tanmateix, hi ha certes característiques que no es poden filtrar, com ara la constitució corporal o el tipus de personalitat (introvertit, extravertit…).
A diferència de moltes altres aplicacions de cites, Hinge permet que els usuaris contactin amb algun perfil sense la necessitat d'un match. A més, la funció Your Turn és un recordatori per a evitar el ghosting i poder seguir una conversa pendent entre els usuaris. El 2018, per tal de trobar enllaços més compatibles, Hinge llançà We Met que permet indicar si un usuari ha tingut una cita amb un altre usuari de l'aplicació.
El juliol del 2018, Hinge creà una funció nova a fi de fer «la cerca més compatible». Aquesta usa l'algoritme Gale-Shapley i recomana als usuaris un perfil de manera diària que passa per ser el més compatible segons els likes i llurs característiques. Hinge també usa ela llista d'amistats de Facebook per a trobar connexions. Nogensmenys, el 2018, l’aplicació deixà d’usar la funció de cerca «d'amics d'amics» i es redissenyà per a deixar de necessitar Facebook.

## Màrqueting
El Màrqueting de Hinge està basat amb el lema de «dissenyat per a eliminar». Quan dos usuaris de Hinge s'enamoren, la mascota de l'aplicació, Hingie, és mostra essent destrossada de diferents formes: cremada en un foc, congelada, atropellada… Com a signe de que aquells usuaris ja no necessiten l'aplicació ni l’ajuda de la mascota. El 2020 l’aplicació llançà la botiga Hingie, on els usuaris poden comprar objectes virtuals per a «destrossar».
Després que Gina Di Vittorio, considerada la dona ideal pels perfils d'homes a Hinge, fes un vídeo sobre l’aplicació que es va fer viral el 2019. L'empresa la contractà per a la creació d’una websèrie titulada Cheap date on prova i fa ressenyes sobre idees per a cites per menys de 20 dòlars. La sèrie fou nominada el 2020 a un Webby Award a la categoria de «Vídeos socials i culturals».